# Capoeta fusca
Capoeta fusca és una espècie de peix cipriniforme de la família dels ciprínids que es troba a l'Iran.